# Jeu de raquettes

Pictogramme du jeu de raquette.

Le jeu de raquettes (anglais britannique : racquets ; anglais américain : rackets) est un sport intermédiaire entre le tennis et le squash se jouant sur une surface rapide dans une enceinte close (similaire à celle du squash) à l’aide de raquettes.
Il ne faut pas confondre ce jeu avec le racquetball (créé bien plus tard et dont le jeu est totalement différent).

## Équipements
Les balles spéciales sont fabriquées à la main, les raquettes (généralement en bois) sont souples (contrairement aux raquettes du squash) et faites d’un cordage unique. La raquette doit être fermement attachée au bras du joueur.
Ce sport est essentiellement joué au Royaume-Uni (où il a été créé dans des prisons, mais reste joué dans les collèges et universités), et aux États-Unis (essentiellement sur la côte est et autour des Grands Lacs), où l'on trouve les rares salles aménagées pour ce sport.
Il était également joué en Irlande, mais la plupart des salles aménagées ont été fermées, reconverties en salles de squash, ou pour d‘autres usages.
Peu démocratisé, le jeu est considéré comme un sport cher, d’autant que les équipements sont fabriqués souvent de façon artisanale et les raquettes adaptées (en bois) sont elles-mêmes assez fragiles et peuvent casser assez souvent.
|  |  |

## Compétitions
Ce sport a fait l’objet d'une compétition officielle lors des Jeux olympiques d’été de 1908.
Le sport, bien que très peu connu, continue à adhérer aux principes de la charte olympique. Un championnat du monde reste encore organisé aujourd’hui, où ne participent le plus souvent que des joueurs des États-Unis et du Royaume-Uni (où les championnats sont organisés par leurs fédérations).